# Vitor Sonny
Pour les articles homonymes, voir Sonny.
Vitor Valdecir Sonego, dit Vitor Sonny, né le 25 octobre 1987 à Cerquilho (São Paulo), est un footballeur brésilien évoluant au poste de milieu.

## Clubs
- 2006-2007 : Comercial Futebol Clube ( Brésil)
- 2007-2008 : Clube Atlético Bragantino ( Brésil)
- 2007-2008 : Ituano FC ( Brésil)
- 2008-2009 : Clube Atlético Penapolense ( Brésil)
- 2008-2009 : Sport Club Corinthians Paulista(B)( Brésil)
- 2009-2010 : São José Esporte Clube ( Brésil)
- 2009-2010 : São Caetano ( Brésil)
- 2010-2011 : EC Santo André  ( Brésil)
- 2011-2012 : Club africain ( Tunisie)